# Joe Ranft
Joseph Henry "Joe" Ranft (Pasadena, 13 de março de 1960 – Condado de Mendocino, 16 de agosto de 2005) foi um cineasta, roteirista, artista de storyboard, dublador e mágico estadunidense, que trabalhou para a Pixar e para a Disney.
Trabalhou na Pixar por mais de 10 anos, onde participou da criação de Vida de Inseto, assim como emprestou sua voz a diversos personagens: Heimlich em Vida de Inseto, Wheezy, o Pinguim em Toy Story 2, Jacques em Procurando Nemo e fez trabalho de voz adicional em Monstros SA e Os Incríveis. Foi roteirista de A Bela e a Fera e O Rei Leão.
Joe Ranft morreu após o carro que dirigia sair da estrada, caindo no mar, em Mendocino, Califórnia.

## Filmografia selecionada
- Luau (1982)
- Vincent (1982)
- Fun with Mr. Future (1982)
- Hansel and Gretel (1983)
- Frankenweenie (1984)
- Sport Goofy in Soccermania (1987)
- The Brave Little Toaster (1987)
- Who Framed Roger Rabbit (1988)
- Em Busca do Vale Encantado (The Land Before Time) (1988)
- Oliver & Company (1988)
- The Little Mermaid (1989)
- The Rescuers Down Under (1990)
- Drop Dead Fred (1991)
- Rock-a-Doodle (1991)
- Beauty and the Beast (1991)
- FernGully: The Last Rainforest (1992)
- Aladdin (1992)
- The Nightmare Before Christmas (1993)
- The Lion King (1994)
- The Land Before Time II: The Great Valley Adventure (1994)
- Toy Story (1995)
- James and the Giant Peach (1996)
- The Brave Little Toaster to the Rescue (1997)
- The Brave Little Toaster Goes to Mars (1998)
- Mulan (1998)
- Scooby-Doo on Zombie Island (1998)
- A Night at the Roxbury (1998)
- A Bug's Life (1998)
- O Gigante de Ferro (The Iron Giant) (1999)
- Scooby-Doo and the Witch's Ghost (1999)
- Toy Story 2 (1999)
- Fantasia 2000 (1999)
- Thomas e a Ferrovia Mágica (Thomas and the Magic Railroad) (2000)
- Buzz Lightyear of Star Command: The Adventure Begins (2000)
- Scooby-Doo and the Alien Invaders (2000)
- The Emperor's New Groove (2000)
- Monkeybone (2001)
- Shrek (2001)
- Scooby-Doo and the Cyber Chase (2001)
- Monsters, Inc. (2001)
- Jonah: A VeggieTales Movie (2002)
- Treasure Planet (2002)
- Scooby-Doo! and the Legend of the Vampire (2003)
- Finding Nemo (2003)
- Scooby-Doo! and the Monster of Mexico (2003)
- Elf (2003)
- The Incredibles (2004)
- The SpongeBob SquarePants Movie (2004)
- Robots (2005)
- Madagascar (2005)
- Corpse Bride (2005)
- Chicken Little (2005)
- Cars (2006)
- Mater and the Ghostlight (2006)

## Curiosidades
Quando morreu, O personagem Ruivo de Carros passou a ser dublado pelo seu irmão Jerome Ranft.
Recebeu uma homenagem nos créditos de Carros em 2006. Também recebeu uma homenagem nos créditos finais de  A Noiva Cadáver.